# Philippe-François de Bussolin
Pour les articles homonymes, voir Watteville.
Philippe-François de Joux de Watteville, comte de Bussolin, aussi appelé dans certains ouvrages François de Watteville. Né en 1601, probablement dans le duché de Savoie, et mort en septembre 1637 à Bletterans, il est l'un des principaux chefs militaires comtois pendant la guerre de Dix ans. Il est connu pour avoir remporté la campagne du Bugey de janvier à février 1637 contre les Français. Il fait partie des rares chefs comtois à avoir obtenu des victoires, et le seul avec son père à remporter une campagne, qui est considérée comme une des plus importantes victoires comtoises du conflit.

## Biographie

### Origines et famille
Philippe-François de Watteville est né en 1601 de Gérard de Watteville et Catherine de Boba probablement dans le duché de Savoie, ou son père et son grand-père étaient en poste dans l'armée du Duc durant la guerre franco-savoyarde. Il est issu est issu d'une famille noble originaire de Berne en Suisse qui refusa la Réforme et qui s'installa dans le Jura. Cette famille se mit au service des ducs de Savoie au tout début du XVIIe siècle avant de revenir dans leur fief du Comté de Bourgogne. Philippe-Francois se marie en 1627 avec Louise Christine de Nassau-Dillenbourg, fille de Jean II de Nassau et de Marguerite, duchesse d’Holstein, à Bourg-de-Sirod.   

### Le stratège comtois
Nommé mestre de camp, il reçoit le commandement en août 1636, du contingent comtois au sein de l'armée de secours composée de l'armée franc-comtoise, de mercenaires lorrains et de troupes du Saint-Empire; qui doit venir en aide à la ville de Dole assiégée.  
Après la levée du siège de Dole, il est ensuite chargé par son père, le commandant en chef des troupes comtoises, de préparer et de lancer une grande offensive dans le Bugey. Il reçoit le commandement de 3 200 hommes. Il est également autorisé par le Parlement, à lever son propre régiment d'infanterie sur le secteur de Saint-Claude, en novembre 1636. Les opérations commencent le 15 janvier 1637 avec sous ses ordres, le colonel Henri de Champagne et les capitaines d'Arnans et Duprel d'Arloz qui s'y rendra célèbre. Jean Girardot de Nozeroy, politicien et historien comtois le qualifie alors de "jeune seigneur vaillant et bouillant, affamé de gloire " 
 Bussolin s'y montre fin stratège en prenant par surprise nombre de places fortes et de villes comme Oyonnax. Mais aussi en simulant l'attaques d'autres cités, comme Nantua, pour induire les Français en erreur. L'armée française du Bugey chargée de le contenir, ne sera jamais en mesure de le stopper. Il remporte de grandes victoires comme à Arbent. Toutefois les troupes comtoises se rendront coupables de massacres que Bussolin ne put empêcher comme à Arbent, ce qui ternit quelque peu son image.  
La campagne est une grande victoire mais malheureusement elle n'apporte pas les gains espérés. Le Parlement est dans une stratégie d'opposition systématique à l'armée et ses généraux et il ne lui accorde pas les renforts nécessaires pour conserver les territoires conquis. Début mars presque toutes les conquêtes sont perdues.  

### La bataille de Cornod
Bussolin convainc son père, le marquis de Conflans, d'attaquer le château de Cornod, enclave française dans le Comté de Bourgogne. Mais encore une fois, sans avoir pu obtenir de renforts supplémentaires. Pour cette occasion, il se voit confier le commandement de toute l'infanterie comtoise. Sa mésentente avec le chef de la cavalerie, le baron de Boutavant, qui n'a pas poussé assez en avant les reconnaissances, aura de lourdes conséquences sur la bataille : le matin du combat ils s’affrontent en duel. Les Français sont postés non loin et cette fois ce sont les Comtois qui sont surpris dans la manœuvre : la bataille s'engage . Bussolin et son régiment sont chargés de la surveillance du pont sur la Valouse, à l'ouest du dispositif comtois.  Après la première attaque française qui reprend le pont aux comtois, la cavalerie comtoise charge imprudemment l'armée française qui brise la charge et sème la panique dans les rangs comtois. Alors que l'armée comtoise s’effondre au contact de l'infanterie ennemi, Bussolin fait alors acte de courage : il descend de cheval et charge à la tête de ses hommes avec une pique. Son père et lui haranguent leurs hommes et les exhortent à tenir bon mais c'est le désastre et l'armée est décimée. Il manquera de peu, d'être lui-même prisonnier. Le soir il retrouve son père à Orgelet. Le régiment de Bussolin est presque entièrement anéanti: il sera envoyé ensuite en quartier avant d'être dissout à l'été suivant. 

### Siège de Bletterans et décès
Le 9 mai, Bussolin est chargé par le Parlement comtois de la défense de la ville de Bletterans. Cette fois, le Parlement lui accorde les moyens demandés et l'artillerie nécessaire. Il dispose d'un millier d'hommes, dont des troupes impériales, et de deux pièces d'artillerie. Il sait également que le duc de Longueville projette d''attaquer bientôt la cité avec une armée bien plus puissante.  
Cependant après deux tentatives en juin et août, de Longueville hésite, connaissant les qualités du commandant comtois. Mais, alors que les préparatifs de la défense de la ville s'organisent, celle ci est ravagée par une épidémie de peste. Tandis que les Français approchent prudemment de la ville, Philippe de Bussolin, atteint par la maladie, meurt en septembre 1637. Le 4 octobre, Bletterans est prise, pillée et saccagée, par les troupes françaises ; ses murailles seront définitivement rasées.

## Descendance

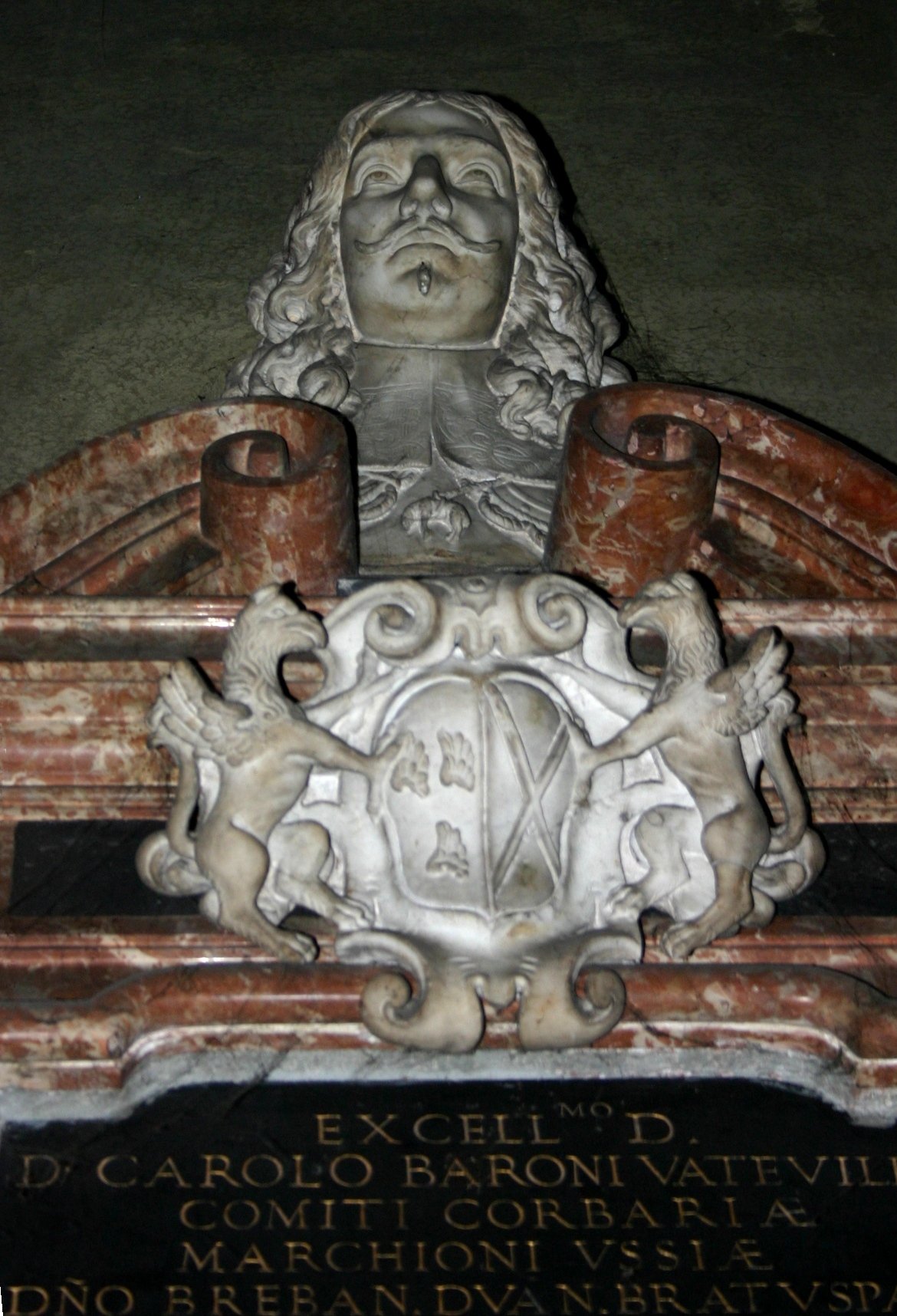
Buste de Jean-Charles de Watteville

Philippe de Bussolin eut cinq enfants :
- Thomas-Eugène de Watteville, capitaine de cavalerie, tué au siège de Réthel
- Jean de Watteville, capitaine d'infanterie au service de l'Espagne, tué en Italie
- Jean-Charles de Watteville (1628-1699), ambassadeur du roi d'Espagne, chevalier de Ordre de la Toison d'or
- Anne-Désirée de Watteville, chanoinesse du Mont, puis marié à Jacques de Saint-Maurice, comte de Rosjean
- Marie de Watteville, abbesse de Château-Chalon en 1675, princesse du saint-Empire, morte en 1700